# Evas Ægteskab
Evas Ægteskab er en tysk stumfilm fra 1916.

## Medvirkende
- Alexander Antalffy
- Emil Jannings
- Margarete Kupfer
- Theodor Loos
- Erna Morena